# Вольково (Лещинський повіт)
Вольково (пол. Wolkowo, нім. Wulke) — село в Польщі, у гміні Осечна Лещинського повіту Великопольського воєводства.
Населення — 92 особи (2011).
У 1975-1998 роках село належало до Лешненського воєводства.

## Демографія
Демографічна структура станом на 31 березня 2011 року:
|          | Загалом | Допрацездатний вік | Працездатний вік | Постпрацездатний вік |
| -------- | ------- | ------------------ | ---------------- | -------------------- |
| Чоловіки | 48      | 12                 | 31               | 5                    |
| Жінки    | 44      | 5                  | 29               | 10                   |
| Разом    | 92      | 17                 | 60               | 15                   |